# 謝偉銓
謝偉銓，SBS，JP（1954年10月27日—），香港政治人物，測量師，現任香港立法會建築、測量及都市規劃界功能界別議員和港區全國政協委員。

## 簡歷
謝偉銓的胞弟是金朝陽集團執行董事兼律師謝偉衡，坊間曾誤傳謝偉俊是其胞弟。謝偉銓早年就讀佛教慈恩學校上午校（1968年小六、1962年創辦於深水埗廣利道，1985年改制為特殊學校），1968年曾參加港九街坊研究會青年組主辦的全港升中試男女學生乒乓淘汰賽，繼而入讀賽馬會官立中學（1968年入讀中一），在校期間曾於1969年參與賽馬會官立中學校運會賽事，於男子丙組項目中取得400公尺第一名和200公尺第3名。他1976年畢業於香港理工學院（今香港理工大學），畢業後加入香港政府工務局（今發展局）任職見習產業測量師，工作近12年，離職時為高級產業測量師。其後轉到私人機構，先後於香港置地物業有限公司、卓德測計師有限公司、英皇集團、恒基兆業地產、恒基陽光資產管理有限公司、爪哇集團等發展商任職共22年，2004年則於市區重建局工作1年，近年創立物業發展顧問公司，為誌星有限公司創辦人及董事。

## 政治生涯

### 第五屆立法會
2012年香港立法會選舉，謝偉銓參選2012年香港立法會建築、測量及都市規劃界功能界別選舉。9月9日，謝偉銓以1,668票當選香港立法會建築、測量及都市規劃界功能組別議員，擊敗尋求連任的劉秀成，以及民主黨的吳永輝。
2012年香港特別行政區行政長官選舉，謝偉銓決定把選舉委員會測量界的15票全數投予梁振英。
2013年，立法會建築、測量及都市規劃界議員謝偉銓，在立法會提出議員議案，促請政府檢視和重整促進向上流動的房屋階梯，為包括青年在內的不同組群及階層市民提供適切有效的住屋援助，例如資助房屋的定價不應或高於住戶總開支比例的三成半，減輕市民負擔。
2015年3月18日，立法會建築、測量及都市規劃界議員謝偉銓，質疑政府“元朗屏山橋昌路東公共運輸交匯處及相關工程”的單車泊位造價太貴，要求政府交代相關細節，例如是否涉及採用創新設施等。
2015年11月13日，建筑、测量及都市规划界议员谢伟铨表示，香港竞争力大不如前，政府应把握“十三五”规划及“一带一路”发展机遇，在开拓市场方面，担当更积极角色，并调整过往“积极不干预”做法，增加市场的参与度，帮助港企开拓市场。
2016年，謝偉銓回顾过去四年的工作。他认为，议会工作最大的满足感是建议得到大众认同，帮助解决及改善社会或业界的问题，例如他曾就放宽建筑物发展密度、优化土地审批程序、建设长者适切居所等向政府提交建议，部分建议获相关部门接纳并逐步落实。作为建筑、测量、都市规划及园境四个专业界别的代表，谢伟铨亦发挥桥樑作用，协助政府与业界的沟通，“我有时都会同业界讲，不能只是批评政府，要尝试理解，因为解决政府的困难就是解决自己的困难”。“有人话政府好差，支持的议员亦有责任，但我觉得每个人都有责任，即使政府做得不好，但责骂能解决问题吗？应该是要想想怎样协助政府做得更好，我的看法是，如果你想不到更好的办法就应该让政府试。”

### 第六屆立法會
2016年9月1日，尋求連任的建築、測量、都市規劃及園境界候選人謝偉銓提倡優化多元住屋階梯，改善市民居住質素。謝偉銓建議政府應參考年輕人的財政負擔能力來訂立資助房屋售價，讓他們在置業方面亦能夠向上流，逐步改善居住環境。他坦言，年輕人甚為關注住屋問題，惟目前樓價之高，已脫離他們所能負擔的範圍，不少人都難以觸及私樓市場。他認為，對年輕人而言，住屋就如「必需品」，政府在解決住屋問題時亦應該有此思維。
2016年香港立法會選舉，謝偉銓被同屬建制派的前全國政協委員林雲峰分票，被泛民主派選民支持的姚松炎擊敗，連任失敗。
2018年香港立法會補選，謝偉銓擊敗獲泛民主派支持、無專業界背景的司馬文，成功重返議會。
2018年3月，新任建築、測量、都市規劃及園境界立法會議員謝偉銓接受《蘋果日報》專訪，明言當選後將跟進律政司司長鄭若驊的僭建風波，更強調做錯事都要「解釋返」，面對所帶來的後果，不會因為當事人的立場是建制或反建制，「由白變黑、黑變白」。
2018年3月13日，谢伟铨做客大公网2018年两会访谈节目時提到，现在内地很多企业规模很大，希望更多香港大学生有机会到内地实习，通过实习认识祖国，认识国家过去的困难和现在的进步。让香港、让祖国向前走。谢伟铨表示，香港近几年发展有些停滞，这个当然是相对的，我们怎么能恢复以前的动力，这一点很重要。香港在专业服务业和与国际接轨方面还是有优势，要思考在一带一路和粤港澳大湾区建设中怎么发挥。
2018年5月，立法會建築、測量、都市規劃及園境界議員謝偉銓联同产业测量师陈显沪及建筑测量师黄世宁组成的「安居易達工作小組」建議，政府推出「先易後難」的先導計畫，揀選樓齡有二十至三十年的舊長型公屋，伸延走廊兩端，加建預製組合屋，預計每層可增建四個單位，公屋天台同時增建升降機及組合屋，料一座公屋最多可增建八十個單位。以现时200多幢旧式长型大厦公屋计算，若有一半成功加建，估计可增加1万个单位，相信每个加建工程最快可在3至6个月内完成。
2020年2月26日，建築、測量、都市規劃及園境界立法會議員謝偉銓表示，新一份《財政預算案》推出總額1200億元的逆周期紓困措施，實屬必須和有迫切性。但他批評，《財政預算案》對於當疫情過後如何重啟香港的經濟齒輪、如何在連年赤字下支持香港的城市建設及經濟持續發展，卻幾乎是「交白券」、「等運到」，對此感到失望。
2020年4月15日，建築、測量、都市規劃及園境界立法會議員謝偉銓聯同4個專業學會約見特首林鄭月娥。謝偉銓提出，政府應加快及加密政府工程及顧問項目合約付款，包括提高墊支比例、拆細階段性款項、加快付款流程，以紓緩業界面對的資金鏈斷裂危機。另外，政府過往的基建、建築工程及顧問項目與採購制度，傾向採用跨國大企業，對本地中小企幫助極微，建議規定政府顧問合約要有3成要批予本地中小企。隨後於22日，謝偉銓宣佈已爭取政府進一步將抗疫補助金發放範圍擴展到規模較小、有做政府項目、在原名單以外的建測規園界顧問公司。
2020年6月11日，謝偉銓宣佈已爭取政府將於「防疫抗疫基金」撥出約1億1000萬元，資助建築、測量、都市規劃及園境界的私人公司聘請應屆畢業生與尚未取得專業資格的年輕業界僱員。政府會津貼畢業生月薪，每人每月最多可獲津貼5610元，政府會向企業發放款項。至於本身已獲培訓，一年內會考取專業資格的業界員工，謝偉銓說，政府亦會向每人每月津貼1萬元，為期1年。

## 公職
- 香港專業及資深行政人員協會會長 (2012年-)
- 香港專業及資深行政人員協會副會長 (2010年-2012年)
- 香港學術及職業資歷評審局之行業／學術專家 (2006年-)
- 香港會計師公會（專業會計師條例）紀律小組成員 (2008年-)
- 物業管理行業培訓咨詢委員會成員 (2004年-2012年)
- 香港職業訓練局房地產服務業訓練委員會主席 (2005年-2011年)
- 中國人民政治協商會議上海市徐匯區第12屆及第13屆委員會委員[25]
- 上海海外聯誼會理事 (2009年-)
- 江蘇省海外聯誼會理事
- 香港測量師學會前會長 (2003年-2004年) [26]

## 資料來源
1. ↑   (PDF).   [2018-03-16]. （原始内容存档 (PDF)于2018-03-17）.
2. ↑  .   [2025-05-05].
3. 1 2  . 成報. 2001-08-15  [2021-12-26]. （原始内容存档于2021-12-26）.
4. 1 2  . 華僑日報. 1968-08-03: 14  [2022-03-05]. （原始内容存档于2022-03-05）.
5. 1 2  . 華僑日報. 1968-06-03: 16  [2023-12-25].
6. ↑   (PDF). 賽馬會官立中學. 2014  [2022-03-05]. （原始内容 (PDF)存档于2022-03-05）.
7. ↑  . 香港工商日報. 1968-07-23: 12  [2023-07-27].
8. 1 2  . 華僑日報. 1969-03-28: 8  [2023-11-05]. （原始内容存档于2023-11-05）.
9. ↑  . 蘋果日報. 2012-09-10. （原始内容存档于2015-06-10）.
10. ↑  . 新報.[永久]
11. 1 2  許嘉信. . 大公網. 2016-09-01 22:20:26  [2020-07-17]. （原始内容存档于2019-11-22）.
12. ↑   (PDF). 大公報. 2015-03-19  [2020-07-17]. （原始内容存档 (PDF)于2016-06-11）.
13. ↑  文轩. . 大公网. 2015-11-13 05:20:23  [2020-07-17]. （原始内容存档于2015-11-16）.
14. ↑  . 大公網.   [2020-07-17]. （原始内容存档于2020-12-10）.
15. ↑  甘樂宜. . 蘋果日報 (post852).   [2020-07-17]. （原始内容存档于2018-03-28）.
16. ↑  . 大公网. 2018-03-14 16:33:29  [2020-07-17]. （原始内容存档于2018-03-14）.
17. ↑  . 星岛教育. 2018-05-02  [2020-07-17]. （原始内容存档于2020-07-17）.
18. ↑  . 東網. 2018年05月01日(二) 17:00  [2020年7月17日]. （原始内容存档于2020年7月17日）.
19. ↑  . 信報 (信報財經新聞有限公司). 2020年2月26日  [2020年7月17日]. （原始内容存档于2020年12月10日）.
20. ↑  翟睿敏. . 香港01. 2020-04-15 18:41  [2020-07-17]. （原始内容存档于2020-12-10）.
21. ↑  謝偉銓 Tony Tse Wai Chuen. . Facebook.   [2020-07-17]. （原始内容存档于2020-12-10）.
22. ↑  謝偉銓. . 明報. 2020年6月15日星期一  [2020年7月17日]. （原始内容存档于2020年6月30日）.
23. ↑  . 巴士的報 (巴士的報有限公司). 2020年06月11日18:10  [2020年7月17日]. （原始内容存档于2020年12月10日）.
24. ↑  . 网易.   [2018-01-26]. （原始内容存档于2018-01-27）.
25. ↑  .   [2012-09-13]. （原始内容存档于2014-10-12）.